# Vilajuïga (kommun)
Vilajuïga är en kommun i Spanien.   Den ligger i provinsen Província de Girona och regionen Katalonien, i den östra delen av landet, 600 km öster om huvudstaden Madrid. Antalet invånare är 1 177. Arean är 13,2 kvadratkilometer. Vilajuïga gränsar till Llançà, El Port de la Selva, Pau, Pedret i Marzà och Garriguella. 
Terrängen i Vilajuïga är platt åt sydväst, men åt nordost är den kuperad.